# Grażyna Orłowska-Sondej
Grażyna Elżbieta Orłowska-Sondej (ur. 1949 w Jaszczowie pod Lublinem) – polska dziennikarka telewizyjna związana z wrocławskim ośrodkiem Telewizji Polskiej.
Ukończyła studia polonistyczne na Uniwersytecie Marii Curie-Skłodowskiej oraz podyplomowe studia dziennikarskie na Uniwersytecie Warszawskim. Prowadziła programy Dolnośląski Magazyn Reporterów i Reporterzy w drodze, jest autorką emitowanego od 2001 roku magazynu kresowego Wschód. Zainicjowała akcję społeczną Mogiłę pradziada ocal od zapomnienia. Pełni także funkcję prezesa Fundacji „Studio Wschód”.
Bez powodzenia ubiegała się o mandat senatora w okręgu numer 3 podczas wyborów w 2005 (jako kandydatka niezależna), uzyskując 69 614 głosów oraz jako kandydatka PSL w okręgu wyborczym nr 6 w wyborach parlamentarnych w 2011 roku (uzyskała 39 321 głosów).

## Odznaczenia i nagrody
1. Europejska Nagroda Obywatelska (2008)[6].
2. Honorowe Obywatelstwo Miasta Sycowa (2013)[7]
3. Honorowe Obywatelstwo Miasta Dzierżoniowa (2014)[8].
4. Krzyż Oficerski Orderu Odrodzenia Polski (2018)[9]
5. Złota odznaka "Zasłużony Dla Województwa Dolnośląskiego" (2021)[10].